# Miracles (album Two Steps from Hell)
Miracles – siódmy album studyjny amerykańskiej wytwórni Two Steps from Hell, wydany 2 czerwca 2014.

## Lista utworów
Źródło: CD Baby
| Nr  | Tytuł                                            | Długość |
| --- | ------------------------------------------------ | ------- |
| 1.  | „Miracles”                                       | 5:30    |
| 2.  | „Eria”                                           | 2:39    |
| 3.  | „Compass”                                        | 5:34    |
| 4.  | „Sun Gazer”                                      | 2:56    |
| 5.  | „Eyes Closing”                                   | 3:12    |
| 6.  | „Fountain of Life”                               | 3:29    |
| 7.  | „Stay” (feat. Merethe Soltvedt)                  | 3:22    |
| 8.  | „Men of Honor”                                   | 3:20    |
| 9.  | „My Freedom” (feat. Merethe Soltvedt)            | 3:55    |
| 10. | „Perfect Love”                                   | 3:30    |
| 11. | „Lux Aeterna”                                    | 3:26    |
| 12. | „I Love You Forever”                             | 4:00    |
| 13. | „Color the Sky”                                  | 2:34    |
| 14. | „Forever in My Dreams”                           | 2:06    |
| 15. | „Breath of Cold Air”                             | 4:24    |
| 16. | „Heart”                                          | 2:34    |
| 17. | „Wind Queen”                                     | 2:06    |
| 18. | „Northern Pastures”                              | 2:11    |
| 19. | „Science”                                        | 2:06    |
| 20. | „Lost in Las Vegas”                              | 10:15   |
| 21. | „Compass” (Bonus Track) [feat. Merethe Soltvedt] | 4:23    |

## Notowania na listach przebojów
| Kraj              | Lista (2014)        | Najwyższa pozycja |
| ----------------- | ------------------- | ----------------- |
| Stany Zjednoczone | Classical Albums    | 3                 |
| Stany Zjednoczone | Heatseekers Albums  | 9                 |
| Belgia (Walonia)  | Ultratop 200 Albums | 157               |